# François Malcourant
François Malcourant (Ébreuil, 1er décembre 1923 - Rouen, 14 décembre 1995) est un professeur (certifié) de lettres, responsable syndical national de la Fédération de l'éducation nationale (FEN) de 1971 à 1983. Chargé du secteur revendicatif, il joue un rôle important sur les dossiers « Fonction publique » et notamment les négociations salariales qui se mettent en place à partir des années 1970. À l'issue de son mandat syndical, il devient secrétaire général puis président de l'association d'éducation et d'information du consommateur de la FEN (ADEIC-FEN).

## Jeunesse, formation, premiers engagements
François Anet Gilbert Malcourant, fils d’un marqueteur, naît à Ébreuil. Il fait ses études au lycée de Clermont-Ferrand ((Puy-de-Dôme), puis à Paris à la Sorbonne, où il obtient une licence de lettres classiques. Maître auxiliaire à Paris et à Reims, il obtient le certificat d’aptitude au professorat de l’enseignement du second degré et est nommé professeur certifié au collège de Darnétal, près de Rouen (Seine-Maritime). 
La crise de mai 1958 détermine l’engagement syndical de François Malcourant: la Fédération de l'éducation nationale (FEN), à laquelle appartient son syndicat, le SNES s'oppose en effet au coup de force du 13 mai 1958 et à ce qu'elle considère être une remise en cause de la République. François Malcourant appartient lui-même au courant majoritaire de la FEN et du SNES d'alors, ultérieurement connu sous le sigle UID. Cette réaction au « coup du 13 mai » (1958) à son éthique républicaine et marque d'ailleurs durablement la mythologie militante de la FEN.
Militant du SNES, il devient secrétaire pédagogique adjoint, puis secrétaire pédagogique de la section académique (S3) de Caen du SNES, dont dépendait alors la Seine-Maritime. Sa prise de position sur le latin en 6e le fait remarquer du SNI,. François Malcourant devient secrétaire départemental de la FEN de Seine-Maritime en 1964.
Parallèlement à son mandat de secrétaire départemental de la FEN de Seine-Maritime, François Malcourant est élu, au titre de la majorité fédérale, membre suppléant à la Commission administrative nationale de la Fédération de l'Éducation nationale de 1966 à 1969,, dans la période même où sa tendance devient minoritaire dans son Syndicat. En 1967, il est membre, au titre de la majorité fédérale, de la commission d’études des problèmes de la vie fédérale mise en place par le congrès de décembre 1966. En 1968, secrétaire départemental de la FEN lors des évènements de mai, il s'oppose aux communistes «qui avaient la majorité au SNES, dirigeaient la section locale du SNESup et contrôlaient l’UNEF. Pour éviter l’UNEF locale opposée à la ligne de Jacques Sauvageot, il se tenait en relation avec un comité étudiant»,.

## Le responsable national «Fonction publique» de la FEN
C'est au congrès de la FEN de novembre 1969 que François Malcourant devient membre titulaire de la CA nationale. En juin 1971, le secrétaire général de la FEN James Marangé, secrétaire général, lui demande de venir à Paris, comme secrétaire corporatif de la FEN. À partir de septembre, François Malcourant vient travailler au siège de la Fédération à Paris, mais il continue d’habiter Rouen. François Malcourant l'évoque ainsi dans son témoignage du 4 décembre 1991: 
«À la C A  de juin [1971], James [Marangé] me confia la présidence. J'étais donc à côté de lui, et, tandis que la C A  se déroulait, il me demanda à brûle-pourpoint et sans aucune préparation si je voulais bien venir travailler avec lui à Paris...  À vrai dire je tombais des nues... Je n'avais jamais imaginé qu'une telle proposition pût m'être faite, tant elle sortait à l'époque des schémas traditionnels. Je demandais un délai de réflexion, car j'avais à régler le problème de ma succession en Seine-Maritime et à prendre quelques aménagements familiaux. Mes camarades de Seine Maritime m'encouragèrent à accepter et organisèrent mon remplacement. Ma femme accepta certaines contraintes, et la FEN certaines autres: pendant sept ans j'allais faire le trajet quotidien Rouen Paris/Paris Rouen, ce qui rendait sans doute mes horaires un peu moins souples que ceux d'un résident parisien.»
Au congrès FEN de novembre 1971, il présente la motion d’orientation au nom de la majorité fédérale. Il est élu membre du Bureau fédéral par la nouvelle Commission administrative, installée le 9 décembre 1971. Il anime la commission de révision des statuts fédéraux, et en présenta les conclusions au congrès de 1973, en défendant, contre les syndicats à direction « Unité et Action » (SNES, SNEP, SNEsup et SNCS) le Manifeste pour l’unité et la responsabilité de la FEN ».

### 1971-1974: Fonction publique, relations avec les syndicats et les sections de la FEN
Il est chargé des relations avec les syndicats nationaux et les sections départementales, mais suit également (mais pas exclusivement) les dossiers corporatifs. À ce titre, il participe aux négociations salariales qui se déroulent désormais dans la Fonction publique: première fédération des fonctionnaires de l'État (le cadre de la négociation, alors). La FEN y joue un rôle déterminant et François Malcourant est généralement regardé comme l'un des «inventeurs» de la négociation salariale dans ce secteur, alors qu'elle était inexistante avant 1968.
Militant initialement plus intéressé par les questions pédagogiques, François Malcourant, comme le lui a déclaré James Marangé, «apprend». James Marangé, a longtemps été le responsable corporatif du SNI et connaît parfaitement les questions de Fonction publique dans lesquelles il joue un rôle de premier plan depuis mais 1968 et les négociations de Grenelle auxquelles il a participé. La délégation fédérale peut s'appuyer aussi sur Robert Dernelle, responsable corporatif du SNI et membre du Bureau fédéral, réputé pour sa maîtrise des dossiers. Au décès brutal de Robert Dernelle, ce dernier est remplacé au SNI par Jacques Pommatau avec lequel François Malcourant va travailler étroitement de 1973 à 1983

### FEN et Fonction publique: le tandem Malcourant-Pommatau
Au sein de la délégation de la FEN, dans les négociations comme au Conseil supérieur de la Fonction publique, un véritable «tandem» se forme entre François Malcourant et Jacques Pommatau. Jacques Pommatau évoque ainsi leur collaboration: « Nous étions sur la même longueur d'onde dans la plupart des domaines et nous sommes vite devenus inséparables » Il en va de même pour François Malcourant : 
«Avec Jacques [...], nous fîmes nos classes ensemble, sous la direction du même maître, James Marangé, à qui nous vouions amitié et déférence. De ce compagnonnage naquit une amitié et une confiance qui ne se sont jamais démenties. Mieux, grâce à cette communauté d'expérience, nous nous trouvions spontanément en accord sur la quasi-totalité des problèmes. [...] Nous agissions, Jacques et moi, dans une parfaite complicité de cœur et d'esprit, sans que jamais l'un cherchât à dominer l'autre.».
Au plan interne, c'est François Malcourant qui est en première ligne pour défendre, notamment dans la presse syndicale, le bien-fondé d'accords très critiqués par les tendances minoritaires de la FEN. Parallèlement à ses activités de négociateur, et jusqu'à la fin de son mandat fédéral, François Malcourant siège au Conseil supérieur de la Fonction publique, et à ses commissions spécialisées (statuts, recours). 
Lorsque André Henry devient secrétaire général de la FEN en 1974, l'appareil fédéral se développe et une nouvelle organisation se met en place à la rentrée 1975. François Malcourant devient alors le secrétaire national chargé du secteur «corporatif, droits syndicaux» qui devient rapidement le secteur «revendications». Ses attributions comprennent alors «toutes les négociations dans la Fonction publique, les relations avec les autres fédérations de fonctionnaires, les affaires sociales, puis la représentation de la FEN à l’Organisation internationale du Travail». Il prépare les motions corporatives, puis préside la commission de la résolution générale dans les congrès de la FEN. À la fin de la période où il exerce ses responsabilités syndicales, François Malcourant participe à l’élaboration du nouveau statut général des fonctionnaires, mis en chantier par le ministre Anicet Le Pors, et qui inclut les fonctionnaires territoriaux et hospitalier, au côté de ceux de l'État, dans le statut général des fonctionnaires.

### Formation militante
Pendant sa mandature syndicale, François Malcourant anime également des stages de formation «Fonction publique», auxquels il accorde une importance certaine dans sa relation aux militants. Il est en outre l'auteur, en 1983, une étude Pour mieux comprendre la négociation salariale publiée par le Centre de recherches économiques, sociales et syndicales (CRES).

### Principes de fonctionnement
François Malcourant, responsable d'un secteur important dans une organisation devenue très structurée, évoque dans son témoignage sa conception des relations entre militants:
«J'ai toujours pensé et dit qu'il y avait inévitablement, dans une maison aussi complexe que ce que la FEN est devenue une hiérarchie des responsabilités, mais que cette hiérarchie des responsabilités ne devait pas se traduire par une hiérarchie des personnes. Dans le même esprit, j'ai toujours veillé à ce que l'information circule sans restriction. Rien ne me paraît plus détestable, dans une équipe, que la frontière artificielle et artificiellement maintenue entre celui qui sait et ceux qui ne savent pas. C'est la plus mauvaise manière de fonder une autorité... »

## Après l'arrêt de son mandat syndical
En juin 1983, arrivé à l’âge de la retraite syndicale, François Malcourant remet ses mandats électifs et laissa le secteur revendications à Jean-Paul Roux dans le cadre d'une transition parfaitement préparée. Jusqu'en 1985, il est conseiller spécial du secrétaire général de la FEN, Jacques Pommatau. De 1985 à 1987, président du Comité interministériel des services sociaux (actuel Comité interministériel de l'Action sociale de la Fonction publique de l'État). 
En septembre 1988, il prend sa retraite administrative.
Membre du Conseil d’administration de l’Association de défense et d’information des consommateurs de la FEN (ADEIC-FEN), à sa création en mars 1983, François Malcourant en devient quelques mois plus tard (juin 1983) le secrétaire général. Le 1er juin 1988, il remplaça Robert Chéramy à la présidence de l’ADEIC-FEN. Atteint d’un cancer, il ne peut exercer cette responsabilité que pendant quelques mois. 
En 1992, il rejoint le Syndicat des enseignants (actuel SE-UNSA) lors de la scission de la FEN. Il participe en 1993 à la délégation de ce syndicat au congrès de la Fédération générale des retraités de la Fonction publique et intervient sur les liens entre Fonction publique et pensions civiles.
Il meurt à Rouen le 14 décembre 1995.

## Distinctions
- Officier de l’ordre national du Mérite.
- Chevalier de la Légion d'honneur.

James Marangé, ancien secrétaire général de la FEN, remet le 21 février 1986 les insignes de chevalier de la Légion d'honneur à François Malcourant qui déclare à cette occasion : 
«La distinction qui vient de m’être remise ne va pas à mes modestes mérites personnels, mais honore, à travers moi, mon organisation, honore tous ces militants obscurs auxquels je rendais hommage tout à l’heure, honore le syndicalisme tout entier».